# Пихтовский сельсовет
Пихтовский сельсовет — сельское поселение в Колыванском районе Новосибирской области Российской Федерации.
Административный центр — село Пихтовка.

## История
Статус и границы сельского поселения установлены Законом Новосибирской области от 2 июня 2004 года № 200-ОЗ «О статусе и границах муниципальных образований Новосибирской области».

## Население
| 2002 | 2010  | 2012  | 2013 | 2014 | 2015 | 2016 |
| ---- | ----- | ----- | ---- | ---- | ---- | ---- |
| 1572 | ↘1067 | ↘1037 | ↘987 | ↘932 | ↘873 | ↘844 |
| 2017 | 2018  | 2019  | 2020 | 2021 |      |      |
| ↘832 | ↘811  | ↘785  | ↘750 | ↘744 |      |      |

## Состав сельского поселения
| №  | Населённый пункт | Тип населённого пункта       | Население |
| -- | ---------------- | ---------------------------- | --------- |
| 1  | Восход           | посёлок                      | ↘33       |
| 2  | Дальняя Поляна   | посёлок                      | ↘0        |
| 3  | Ершовка          | деревня                      | ↘32       |
| 4  | Лаптевка         | село                         | ↘74       |
| 5  | Малиновка        | деревня                      | →5        |
| 6  | Мальчиха         | деревня                      | ↘69       |
| 7  | Марчиха          | деревня                      | ↘28       |
| 8  | Михайловка       | деревня                      | ↘16       |
| 9  | Новоеловка       | деревня                      | ↘3        |
| 10 | Орловка          | деревня                      | ↘0        |
| 11 | Пихтовка         | село, административный центр | ↘673      |
| 12 | Северный         | посёлок                      | ↘134      |